# Kolonia
Kolonia è la capitale dello Stato di Pohnpei negli Stati Federati di Micronesia. Ubicata nella parte nord dell'isola di Pohnpei, ha una popolazione di circa 6 000 abitanti.
È l'abitato più popoloso dell'isola Pohnpei nonché il centro commerciale.
Fu fondata dagli spagnoli nel 1887 come centro amministrativo e militare.
Nel 1899, fu occupata dalla Germania e nel 1914 dal Giappone.
Distrutta dai bombardamenti durante la seconda guerra mondiale, venne completamente ricostruita durante la gestione statunitense, che si è conclusa con l'approvazione della costituzione degli Stati Federati di Micronesia tramite il referendum del 1978. 
Kolonia non deve essere confusa con Colonia, che è la capitale dello Stato di Yap.

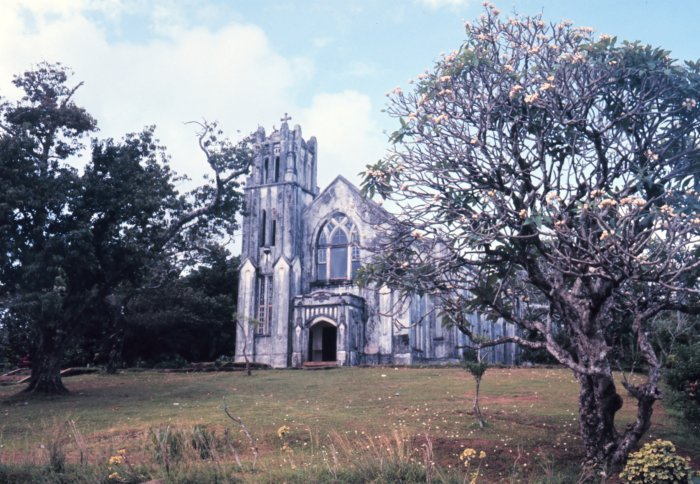
La chiesa di Kolonia